# Tomatlán, Jalisco
Tomatlán là một đô thị thuộc bang Jalisco, México. Năm 2005, dân số của đô thị này là 31798 người.